# Os Artistiñas
Os Artistiñas
Grupo de artistas así denominado por el escritor Vicente Risco, que lo alentaba, y que se reunían con el maestro a comienzo de la década de los sesenta del siglo XX en la taberna orensana de Tucho, a la que Risco llamaba "O Volter".
Algunos de sus componentes son: Virxilio Fernández Cañedo, Xaime Quesada Porto, Xosé Luís de Dios,  Acisclo Manzano Freire y Manuel García de Buciños.
Otros artistas próximos al grupo fueron: Enrique Ortiz Alonso, José Manuel Vidal Souto, Alexandro,  y Xavier Pousa Carrera, y Xosé Cid Menor.